# تیچک
تیچک (به چکی: Týček) یک منطقهٔ مسکونی در جمهوری چک است که در Rokycany District واقع شده‌است.

## خصوصیات
تیچک ۳٫۶۷ کیلومترمربع مساحت و ۲۰۰ نفر جمعیت دارد و ۴۷۱ متر بالاتر از سطح دریا واقع شده‌است.